# Vetiator gracilipes
Genre
Espèce
Vetiator gracilipes, unique représentant du genre Vetiator, est une espèce éteinte d'araignées aranéomorphes de la famille également éteinte des Vetiatoridae.

## Distribution
Cette espèce a été découverte dans de l'ambre de Birmanie. Elle date du Crétacé.

## Publication originale
- (en) Wunderlich, 2015 : On the evolution and the classification of spiders, the Mesozoic spider faunas, and descriptions of new Cretaceous taxa mainly in amber from Burmese (Burma) (Arachnida: Araneae). Beiträge zur Araneologie, vol. 9, p. 21–408.